# Conservatoire botanique national alpin
Le Conservatoire Botanique National Alpin (CBNA) est un établissement public, créé en 1988, voué à la connaissance et la préservation de la flore et des végétations des Alpes françaises et de leurs piémonts. Il fait partie des onze conservatoires botaniques nationaux (CBN) agréés par le Ministère chargé de l’environnement. Son territoire d’agrément recouvre une large part de la flore des Alpes françaises en se situant sur les départements de l’Ain, la Drôme, l’Isère, la Savoie, la Haute-Savoie, les Alpes-de-Haute-Provence et les Hautes-Alpes.
L’agrément donne 4 missions aux Conservatoires botaniques nationaux :
- connaissance de la flore sauvage et des habitats naturels et semi-naturels
- conservation in situ et ex-situ des éléments rares et menacés de la flore et des habitats
- expertise pour le compte de l’État et des collectivités territoriales
- information et éducation du public

Depuis le 1er janvier 2017, la coordination technique des CBN est assurée par la nouvelle Agence française pour la biodiversité.
Le siège du CBNA est situé au Domaine de Charance à Gap (Hautes-Alpes). Il est présidé par Claude Boutron, conseiller municipal de Gap. Il est dirigé par Bertrand Lienard. Son équipe est constituée d’une trentaine de personnes réparties entre le siège à Gap et l’antenne à Chambéry. Les salariés sont répartis en quatre services : connaissance, conservation, saisie internet-géomatique et administration générale.

## Historique
En 1988, sous l’impulsion de la ville de Gap, du conseil général des Hautes-Alpes et des parcs nationaux de Port-Cros et des Écrins est créée l’association de préfiguration du CBNA.
En 1991, l’association devient un syndicat mixte.
En 1993, le CBNA reçoit son agrément sur six départements (Alpes-de-Haute-Provence, Hautes-Alpes, Drôme, Isère, Savoie, Haute-Savoie). Cet agrément est renouvelé en 1999 avec l’intégration de l’Ain.
En 2007, les statuts du syndicat mixte sont renouvelés et intègrent les Conseils généraux de l’Isère et de la Savoie comme invités permanents. Les parcs nationaux de Port-Cros et des Écrins quittent le syndicat mixte. L’antenne Rhône-alpine du CBNA est créée au Bourget-du-Lac.
En 2012, il y a refonte des statuts et adhésion des régions Provence-Alpes-Côte d'Azur et Rhône-Alpes. L’antenne Rhône-alpine est transférée à Chambéry.

## Statut
Le Conservatoire Botanique National Alpin a le statut de syndicat mixte et s’appuie sur un comité syndical et un comité scientifique :
- le comité syndical est composé de la ville de Gap, du Conseil départemental des Hautes Alpes et des Régions Auvergne-Rhône-Alpes et Provence-Alpes-Côte d’Azur. Il est l’organe décisionnel de l'établissement. La Direction régionale de l'environnement, de l'aménagement et du logement (DREAL) de Provence-Alpes-Côte d'Azur a une place consultative au comité syndical.

- le conseil scientifique du CBNA est composé d’experts et de chercheurs en botanique, conservation de la flore et des habitats. Ils apportent une expertise sur les actions et méthodes pour les missions du CBNA.

## Missions
Connaissance : Le CBNA rassemble la connaissance sur la répartition et les caractéristiques biologiques de la flore et du territoire alpin.
- Il mène des inventaires de terrain
- Il centralise les données produites par les partenaires, professionnels et amateurs
- Il gère un fonds documentaire et iconographique

Conservation : Le CBNA sauvegarde la flore alpine rare et menacée.
- Il partage les expériences et monte des projets de conservation à l’échelle alpine
- Il anime le réseau Alpes-Ain de conservation de la flore qui réunit chercheurs et gestionnaires d’espaces naturels.

Expertise : Le CBNA accompagne les acteurs de la flore et des habitats
- Il mène des recherches, des expertises ou des formations dans le cadre de partenariats

Sensibilisation : Le CBNA a pour mission d’informer et d’éduquer le public.
- Il informe les publics à la diversité végétale
- Il fait connaître ses actions par la mise à dispositions de ressources.

## Ressources documentaires et naturelles
- Portail iconographique : plus de 30 000 références. Se destine à être ouvert en partie au public.
- Portail documentaire : bases de données flore, habitats, conservation, bibliographique, publication scientifique.
- Banque de semences : collections vivantes séminale et culturale (3 500 lots de graines conservés)
- Herbiers : environ 100 000 parts